# Фрідріх (граф Мозельгау)
Фрідріх (нім. Friedrich; 965 — 6 жовтня 1019) — граф Мозельгау, фогт монастирів Ставело і Мальмеді.

## Життєпис
Походив з династії Арденн-Люксембург (Старшого Люксембурзького дому). Третій син Зигфріда, графа Арденненгау, Мозельгау і Люксембургу, та Гедвіги фон Нордгау. Народився 965 року. Перша письмова згадка про нього відноситься до 965 року, в дарчих записах абатства святого Максиміна в Трірі. 998 року після смерті батька успадкував графство Мозельгау, фогства монастирів Мальмеді та Ставело.
1008 року підтримав брата Генріха I, який намагався зробити іншого брата Адальберта архієпископом Тріра. Втім брати наштовхнулися на спротив імператора Генріха II, який був їхнім швагром. Тоді брати підняли повстання проти імператора, що призвело до накладання на них опали. 1011 року у Гау-Одернгаймі влаштував засідку Теодоріху I, герцогу Верхньої Лотарингії, прихильникові імператора. Зумів завдати поразки та полонити герцога, якого відправив до Меца. Потім звільнений в обмін на інших заручників. Того ж року брат Генріх I втратив Баварію, а сам Фрідріх опинився в полоні, де перебував до 1012 року.
В подальшому зберігав вірність імператорові. Помер 1019 року. Його володіння брат Генріх I приєднав до Люксембурзького графства.

## Родина
Дружина — Ірментруда, донька Харіберта фон Веттерау, графа Кінзігтау й Енгерсгау.
Діти:
- Фрідріх (1003/1005 — 1065) — герцог Нижньої Лотарингії
- Генріх (бл. 1005—1047) — граф Люксембургу, герцог Баварії
- Гізельберт (бл. 1007—1059) — граф Люксембургу
- Адальберон (д/н — 1072) — єпископ Меца
- Дітрих (бл. 1012 — бл. 1057) — батько Генріха, пфальцграфа Рейнського
- Герман (1012/1015 — 1062/1076) — граф Глайбергу
- Огіва (995—1030) — дружина Бодуена IV, графа Фландрії
- Гізела (1007 — після 1058) — дружина Рудольф фог Гента, сеньйора Аальста
- Іміза (д/н — 1055) — дружина Вельф II, граф Альтдорф
- Ода (1016 — після 1045) — абатиса монастиря Сен-Ремі в Люневілі